# Laura Wienroither
Laura Wienroither (født 13. januar 1999) er en kvindelig østrigsk fodboldspiller, der spiller forsvar for engelske Arsenal i FA Women's Super League og Østrigs kvindefodboldlandshold.
Den 15. januar 2022 skiftede Wienroither til den engelske storklub Arsenal fra tyske 1899 Hoffenheim.
Hun blev udtaget til landstræner Irene Fuhrmanns officielle trup mod EM i fodbold for kvinder 2022 i England.